# Barbara Roles
Barbara Ann Roles, född 6 april 1941 i San Mateo i Kalifornien, är en amerikansk före detta konståkare.
Roles blev olympisk bronsmedaljör i konståkning vid vinterspelen 1960 i Squaw Valley.